# NVTB richtlijnen

## Boomtaxatie in Nederland
Boomtaxatie is het berekenen van de kosten die samenhangen met bomen in situaties van schadeafhandeling, herplanting of vergunningverlening. In Nederland wordt dit toegepast door onder andere gemeenten, verzekeraars en rechters.

### Geschiedenis
De praktijk van boomtaxatie kreeg in Nederland vorm in de tweede helft van de 20e eeuw. Het was een poging om recht te doen aan de waarde van bomen in een tijd dat daar nog nauwelijks systematisch over was nagedacht.
- Methode-Raad (jaren 70–2005)

```
Een van de eerste breed toegepaste methodieken was de zogenoemde *methode-Raad*, ontwikkeld door André (ir.A.C.M.)Raad. Hij wilde een objectieve en reproduceerbare basis neerleggen, zodat schade aan bomen beter juridisch claimbaar zou zijn. Deze methode nam naast de kenmerken van de boom ook beheerkosten en maatschappelijke waarde op in de berekening. Hoewel de methode lang is gebruikt door gemeenten en in schadezaken, sloot zij niet altijd goed aan bij de juridische uitgangspunten van schadevergoeding.  
[
2
]
```

- NVTB-richtlijnen (sinds 1992)

```
In 1992 publiceerde 
de Bomenstichting
, de voorlopoer van de Nederlandse Vereniging van Taxateurs van Bomen (NVTB) uniforme richtlijnen voor boomtaxatie met als basis de methode Raad en de verbeterde methode Raad. Deze richtlijnen boden een systematische en reproduceerbare aanpak.  
[
3
]
```

- Vernieuwing en afscheid van Raad (2005)

```
Bij de herziening van 
2005
 liet de NVTB de methode-Raad los en ontwikkelde een nieuw rekenmodel. Dit model was deels geïnspireerd door de 
Duitse 
methode Koch
, die eveneens uitgaat van kostenbenadering en investeringen in de boom (aanschaf, aanplant, verzorging). Daarmee waren beide methodes in opzet verwant: beide hanteerden een kostenmodel en maakten onderscheid tussen totale schade en gedeeltelijke schade. Daarmee werd de methode-Raad verlaten en vervangen door een nieuw rekenmodel. Deze wijziging zorgde voor betere aansluiting op civielrechtelijke schadebeginselen en de praktijk van verzekeraars en rechters.
[
4
]
```

- Jurisprudentie

```
De rol van boomtaxaties in rechtszaken is sinds 2010 versterkt door meerdere rechterlijke uitspraken, waaronder arresten van gerechtshoven en de Hoge Raad. In 2017 wees de Hoge Raad een arrest waarin de mogelijkheden en beperkingen van taxatiemethoden bij boomschade centraal stonden.
[
5
]
 Dit soort uitspraken hebben invloed op hoe de richtlijnen in de praktijk worden toegepast en geïnterpreteerd.  
```

- Recente ontwikkelingen

```
In 2023 publiceerde de NVTB een herziene versie van de richtlijnen. Daarbij bleef de systematiek voor vervangingskosten ongewijzigd, maar werd een aanvullende module voor herstelkosten geïntroduceerd, geïnspireerd op de Zwitserse 
Schadenersatzrichtlinie
, die eveneens tot stand kwam onder invloed van jurisprudentie over gedeeltelijke boombeschadiging. 
[
5
]
```

### Richtlijnen en methodes
De NVTB-richtlijnen hanteren een indeling in:
- Herstelkosten – wanneer een boom na schade hersteld kan worden.
- Vervangingskosten – wanneer een boom verloren is gegaan of moet worden herplant.

De richtlijnen zijn ontworpen als neutraal taxatie-instrument en sluiten aan bij de Nederlandse rechtspraktijk. Ze worden gebruikt door gemeenten, verzekeraars en rechtbanken.
Andere methoden in Nederland zijn onder meer:
- Het Handboek Bomen (H15)
- De Leidraad bij Boomschade (De Bakker, 2024)

### Toepassing
Schade aan bomen kan ontstaan door onder andere:  
- verkeersongevallen
- snoeischade of maaischade
- vandalisme
- kap of snoei zonder toestemming van de eigenaar
- bouwwerkzaamheden, zowel bovengronds als ondergronds
- aanleg van nutsvoorzieningen (bijvoorbeeld kabels, riolering, leidingen)
- grondophoging of -verlaging
- wijziging van de grondwaterstand
- blootstelling aan chemicaliën of strooizouten
- planvorming

### Internationaal vergelijkend kader
Ook in andere Europese landen bestaan methodieken voor boomtaxatie:
- In Duitsland: de Baumwertermittlungsrichtlinien (zoals de Koch-methode).
- In Zwitserland: de Schadenersatzrichtlinie van de VSSG.
- In België: de *Uniforme Methode voor Waardebepaling van Bomen* (VVOG), sinds 1979 veelgebruikt door overheden, rechtbanken en verzekeraars voor schadevergoedingen.[9]